# Горушица
Горушица, жгаравица, пироза (лат. pyrosis) je симптом који се испољава непријатним осећајем пецкања или жарења (паљења) иза доњег дела грудне кости, који се постепено шири кроз једњак до грла. Настаје као последица надражаја слузокоже једњака доспевањем желудачне киселине из стомака до грла због слабости мишића који затварају доњи део једњака. Процењује се да око 7% становништва има горушицу свакодневно, 15% најмање једном недељно. Према неким анкетама 50% популације има горушицу најмање једном месечно. Око 20% одраслог становништва свакодневно пати од горушице .

## Етиологија
Горушица се најчешће јавља код особа са хроничним запаљењем желуца, које је удружено са повећаним лучењем хлороводоничне киселине.
Горушицу могу изазвати и други поремећаји који доводе до слабљење функције доњег сфинктера једњака као што су;
- емоционална напетост (у склопу психосоматских поремећаја)[5][6]
- злоупотреба дувана (пушење)[7]
- брзо гутање хране и ваздуха у току оброка,
- недовољно жвакање хране,
- лежање на трбух после јела,
- појачан притисак у желуца, нпр. код препуњеног желуца, ношења тесне одеће,
- трудноћа због притиска увећане материце на желудац
- гојазност,
- злоупотреба алкохола, љуте. киселе и горке хране.
- након употребе неких лекова
- желудачна кила (хиатус хернија)

### Намирнице које могу изазвати горушицу
У намирнице које изазивају рефлукс желудачног садржаја и могу да појачају симптоме горушице спадају:
- агруми
- чоколада
- пића са кофеином и алкохолом
- масне и пржена храна
- бели и црни лук
- арома ментола
- јако зачињена храна, нпр пасте од парадајза, сосови, салса, чили, итд

## Патофизиологија
Скоро да нема особе која повремено, обично после обилног оброка, злоупотребе алкохола, дувана, зачина, кафе или уноса превише масти, доживи рефлукс (враћање) желудачне киселине у једњак, што код ње може изазива осећај печења и укус киселине, која из стомака (желуца) може да се прошири све до грла и уста. Спорадични и повремени рефлукс, садржаја желуца (који садржи хлороводоничну киселину, пепсин, жуч, итд.) сматра се нормалном појавом, али ако он постане досадан-упоран и интензиван, горушица прераста у болест, гастстроезофагеалну рефлуксну болест, која је најчешћа болест једњака, и једна од најчешћих болести дигестивног тракта, која захтева адекватно лечење.
Једњак је мишићно слузокожни орган система за варење дугачак 22-25 cm, који почиње настављањем на ждрело и завршава се у желудачном отвору за једњак (лат. cardia). Завршни отвор једњака отвара и затвара доњи езофагеални сфинктер (ДЕС) удаљен је око 42 cm од почетка усне дупље. Када је празан једњак је спљоштеног облика и његов канал је затворен.
Горушица настаје као последица слабости мишића доњег езофагеалниог сфинктера (ДЕС) који затварају доњи део једњака након преласка хране из једњака у желудац, што има за последицу ретроградно кретање желудачне киселине у једњак и изазивање непријатног осећаја жарења или печења иза грудне кости.
Прелазак хране из једњака у желудац регулишу кружни мишићи доњег езофагеалног сфинктера (ДЕС), који у облику прстена окружује доњи део једњака, на споју једњака и желуца. У току оброка мишићи доњег езофагеалног сфинктера једњак се отварају и пропуштају храну у желудац. По завршеном оброку, након наступања процеса варења ДЕС мора да буде затворен како би спречио враћање киселог желудачног садржаја у једњак. Ако се ДЕС не затвори јавља се осећај печења у једњаку.

## Клиничка слика
| Главни симптом  | - Болни осећај пецкања у грудима. - Јак, интензиван бол, понекад као кад болесника са инфарктом миокарда (зато особе с инфарктом често мисле да имају горушицу). - Обично се симптоми развијају у року од сат времена након јела. |
| Остали симптоми | - Жарење у грудима иза грудне кости (осећај пецкање или жарење, често је најизраженије ноћу у лежећем положају) - Бол у грудима код промене положаја тела (најчешће након сагињања унапред нпр при авезивању пертли или у току извођења вежби) - Осећај жарења или печења у грлу, промуклост, кашаљ, напада астме итд (изазвани су појавом топле, горке или слане течности из желуца у ждрело) - Подригивање |

## Дијагноза
Како горушицу могу узроковати неколико стања, прелиминарна дијагноза ГЕРБ се заснива на додатним знацима и симптомима. Бол у грудима изазван ГЕРБ праћен је изразитим осећајем печења иза грудне кости, које се јавља после јела или ноћу и погоршава се када особа легне или се сагне. Такође је ГЕРБ уобичајена код трудница, а може бити изазвана конзумирањем хране у великим количинама, или након уноса одређене хране која садржи поједине врсте зачина, висок садржај масти или висок садржај киселина.  Код младих особа (обично <40 година) које имају симптоме горушице у складу са ГЕРБ  почетак симптома је након јела, у лежећем положају или код трудница.
Тестови или симптоми који указују на то да рефлукс киселине изазива горушицу укључују:
- Појаву симптома након јела или пића, ноћу и/или током трудноће, и побољшање са ППИ

- Ендоскопију којом се траже ерозивне промене на једњаку у складу са продуженим излагањем киселини (нпр Беретов једњак).[13]

- Радиохрадија горњег гастроинтестиналног система у потрази за присуством рефлукса киселине.[11]

## Терапија

### Хигијенско дијететски режим
Пацијенти који пате од горушице, морају начин живота и исхране прилагодити овом поремећају. У том смислу пожељно је;
- одрицање од уноса намирница које изазивају горушицу,
- конзумирање хране у мањим порцијама, али чешће,
- избегавање уноса хране пре спавање,
- смањење (редукција) телесне тежине,
- престанак пушења и конзумирања алкохола,
- везивање обуће вршити у седећем положају,
- спавање на кревету са подигнутим узглављем.

### Лечење лековима
Неутрализацију хлороводоничне киселине, која изазива горушицу, или супресија њене секреције, може се извршити применом следећих лекова који су наведени доњој табели.
| Врсте лекова                 | Карактеристике и механизми дејства лека |
| ---------------------------- | --- |
| Антациди                     | - Антациди су супстанца, најчешће базног хемијског карактера, који су погодни за неутрализацију желудачне киселине и смањење ацидитета желудачне средине и регургитираног стомачног садржаја у једњак. |
| Алгинати                     | - Алгинати (Гавискон) су природни полисахарид и један од најшире испитиваних и коришћених лекова код горушице, који формирањем вискозног гела облажу слузокожу једњака стварајући на њој баријеру која спречава нежељено дејство киселог желудачног садржаја . - Калцијум-алгинат је један од најчешће коришћених алгинатних хидрогела. |
| H2 блокатори (антисекретори) | - Антагонисти хистаминских рецептора ( -блокатори или -антагонисти ) су група лекова који се користе за редукцију секреције желудачне киселине. - Ови лекови налазе примену у терапији диспепсије, пептичке улкусне болести и гастроезофагусне рефлуксне болести. -блокатори били су прва група лекова која је ефикасно супримирала ослобађање киселине у желуцу и тиме показивала значајно већу ефикасност од антацида, који је само неутралишу. |
| Инхибитори протонске пумпе   | - Према препорукама гастроентеролога, укључујући и Научно друштво гастроентеролога Русије, главна група лекова за купирање горушице би требало да буду блокатори или инхибитори протонске пумпе . - Инхибитори протонске пумпе (ИПП) су група лекова који се користе за сузбијање секреције желудачне киселине. То су најпотентнији данас доступни лекови за супримирање продукције киселине чија је употреба индикована у већем броју поремећаја, укључујући пептичку улкусну и гастроезофагусну рефлуксну болест. У фармакотерапији ових поремећаја, у значајној мери су потиснули употребу H2 блокатора, као друге важне али старије групе антисекреторних лекова. |
| Прокинетици                  | - Прокинетици појачавају нижи езофагусни сфинктер (LES) и убрзавају гастрично пражњење. Цисаприд је члан ове класе који је повучен са тржишта због узроковања синдрома продужења. Реглан (метоклопрамид) је прокинетик са бољим профилом нуспојава. |
| Сукралфат                    | - Сукралфат (Карафат) је исто тако користан као помоћно средство у лечењу и спречавању езофагусног оштећења узрокованог ГЕРД-ом, међутим он се мора узимати неколико пута дневно и најмање два сата пре јела. |
| Мосаприд                     | - Мосаприд цитрат је агонист рецептора који се у неким земљама користи за лечење ГЕРД-а и диспепсије. |
| Баклофен                     | - Баклофен је агонист ГАБАБ рецептора. Осим што делује као релаксант мишића, познато је да умањује транзијентну релаксацију нижег езофагусног сфинктера при дозама од 10 четири пута дневно. Редукције езофагусне релаксације клинички умањују епизоде рефлукса. |

#### Антациди
Антациди неутралишу желудачну киселину и тако повећавају гастричну pH вредност. То има за последицу инхибицију пептичке активности, која практично престаје на pH 5. Примењени у адекватним дозама и довољно дуго, антациди могу довести до зацељења улкуса дуоденума, код желудачних улкуса нису тако делотворни. Најчешће примењивани антациди су соли магнезијума и алуминијума. Соли магнезијума узрокују пролив, а соли алуминијума опстипацију, па се њихова комбинација може користити ради очувања нормалне функције црева.
Клиничка примена: диспепсија, симптоматска терапија пептичког улкуса или рефлукс езофагитиса.
| Магнезијум хидроксид  | - Нерастворљив прах који у желуцу формира магнезијум – хлорид. |
| Магнезијум трисиликат | - Нерастворљив прах који споро реагује са желудачним соком дајући магнезијум-хлорид и колоидни силицијум-диоксид. Ова супстанца има продужено антацидно дејство а адсорбује и пепсин. |
| Алуминијум хидроксид  | - Он је у облику гела који у желуцу прелази у алуминијум-хлорид, када доспе у црево, хлорид се ослобађа и реапсорбује. Гел подиже пХ желудачног сока на око 4, такође адсорбује пепсин. |
| Хидроталцит           | - Антацид и антиулкусни терапеутик., који одговара природном хидроталциту и због своје мрежно-слојевите структуре нови је тип у низу антацида. - Делује једнако добро код свакодневних повремених желудачних тегоба и код прекомерног излучивања желудачне киселине. Суспензија делује врло брзо због свог облика и осигурава трајно заштитно деловање на слузницу. - Након узимања хидроталцита пХ се у желуцу у неколико секунди повиси на терапијски оптимално подручје 3-5 и остане таква од 75 до 90 минута. Предност хидроталцита није само у брзини смањивања прекомерне желудачне киселине већ и накнадно кочење деловања пепсина и жучних киселина. |
| Натријум бикарбонат   | - Делује брзо и повећава желудачног сока на око 7,4. Ослобођени угљен-диоксид изазива подригивање, такође може стимулисати секрецију гастрина и тако довести до секундарног пораста желудачне секреције. - Не треба га дуго примењивати, јер може да изазове алкалозу. |

Регистровани лекови
- Алуминијум фосфат – Алфогел (Галеника Србија),
- Алуминијум-магнезијум-силикат – Гелусил-лац (Хемофарм Србија)
- Алуминијум хидроксид, магнезијум оксид – Алтацид (Босналијек, БИХ), Гастал (Плива Хрватска)
- Хидроталцит – Рупурут (Бајер Немачка), Рутацид (Крка Словенија)

#### Блокатори хистаминских Х2 рецептора
Блокатори хистаминских Х2 рецептора компетитивно антагонизују дејство хистамина на свим Х2 рецепторима, али се углавном користе за инхибицију секреције киселине у желуцу. Они инхибирају секрецију киселине изазвану деловањем хистамина, гастрина и ацетилхолина; секреција пепсина се такође смањује са смањењем запремине желудачног сока. Ови лекови убрзавају и зарастање дуоденалних улкуса, што су показале бројне клиничке студије. Рецидиви се могу јавити када се прекине примена блокатора Х2 рецептора.
Клиничка примена: пептички улкус, рефлукс езофагитис.
Лекови који се користе у пракси су циметидин и ранитидин. Нови блокатори Х2 рецептора, као што су низатидин и фамотидин, такође су на располагању. Поменути лекови се примењују орално и добро се апсорбују. Такође, постоје препарати циметидина и ранитидина за интрамускуларну и инртравенску употребу.
Нежељена дејства се ретко јављају. До сада су описани: пролив, нестабилност, болови у мишићима, пролазна оспа и хипергастринемија. Циметидин некада изазива гинекомастију код мушкараца, а ретко доводи до слабљења сексуалне функције. Циметидин може успорити метаболизам а тиме појачати дејство великог броја лекова, укључујући оралне антикоагулансе и трицикличне антидепресиве. Такође може изазвати конфузију код старих особа.
Регистровани лекови
- Циметидин - Беломет (Белупо, Хрватска)
- Ранитидин - Ранисан (Здравље Србија), Ранитиц (Салутас Пхарма ГМБХ Немачка), Ранитидин (Галеника Србија), Ранитидин (Хемофарм Србија), Ранитидин (Зорка Пхарма Србија), Ранитидин (Панфарма Србија), Ранитидин (Ремевита Србија), Ранитидин (Томекос Пхарма Србија), Рансана (Хабитпхарм Србија), Улцодин (Алкалоид Македонија), Улцогут (Про. Мед. ЦС Праха Чешка), Ранитал (Југоремедија Србија)
- Фамотидин – Фамотидин Алкалоид (Алкалоид Македонија), Фамотидин (Хемофарм Србија), Qуамател (Гедеон Рицхтер Мађарска).

#### Инхибитори протонске пумпе
Први инхибитор протонске пумпе био је супституисани бензимидазол - омепразол. Он делује тако што иреверзибилно инхибира протонску пумпу, крајњи корак на путу секреције киселине. Значајно смањује и базалну и стимулисану секрецију киселине у желуцу. Неактиван је при неутралном pH, али пошто је слаба база, накупља се у киселој средини каналића стимулисаних паријеталних ћелија, где бива и активиран. Због селективног накупљања у областима са ниским pH, омепразол има специфично дејство на паријеталне ћелије. Остали инхибитори протонске пумпе су лансопразол, пантопразол и рабепразол. Пантопразол се активира само у изразито ниском pH те је зато бољи од омепразола. Користи се за лечење тежих облика пептичког улкуса и ГЕРБ-а. Важно је напоменути да долази и у облику интравенских инјекција које се користе у болницама за лечење тешких облика пептичких болести.
Пантопразол улази у метаболизам преко цитохром П450 ензимског система у јетри, тако да се не искључује могућност интеракције с лековима.
Клиничка примена: пептични улкус, рефлукс езофагитис, комбинована терапија инфекције Хеликобактер пилори, Золингер-Елисонов синдром.
Омепразол се примењује оралним путем, у облику капсула. Апсорпцијом доспева у крв, а потом у паријеталне ћелије и њихове каналиће. Мада му је полувреме елиминације око 1 час, дејство само једне дневне дозе на желудачну секрецију трајаће 2-3 дана, зато што се акумулира у каналићима.
Нежељено дејства нису честа. Главобоља и пролив понекад попримају тежи облик, осип је такође могућ. Описана је и појава вртоглавице, сомноленције, конфузије, импотенције, гинекомастије и бола у мишићима и зглобовима.
Регистровани лекови
- Омепразол – Омепразол (Срболек Србија), Омезол (Алкалоид Македонија), Лосепразол (Лицонса Шпанија), Омеп (Салутас Фарма ГМБХ Немачка), омепразол (Интас Пхармацеутикалс Индија)
- Пантопразол – Controloc (Алтана Пхарма Немачка), Pulcet (Нобелфарма Турска)
- Лансопразол – Амарин (Medochemie Кипар), Ланзул С (Крка Словенија), Ласопрол (Аегис Кипар), Sabax (Хемопхарм Србија)

### Хируршко лечење
У најтежим случајевима, када постоји дисфункција или непотпуно затварање, доњег сфинктера једњака, као метода избора у лечењу горушице (езофагеалног рефлукса) може се применити лапароскопска хируршка техника у циљу исправљање нарушене функције сфинктера.

## Компликације
Код дуготрајне и неадекватно лечене горушице могу настати следећа акутна и хронична оштећења слузокоже једњака.
Ерозија слузокоже једњака
Манифестује се езофагитисом, пептичким улкусом, крварењем из ерозије, које ако је интензивније може довести до масивнијег крварења и анемијом.
Стезање (спазам) једњака
Ова, иако ретка компликација, у тежим случајевима доводи до тога да хране, посебно чврста, наилази на потешкоћа и немогућност доспевања у желудац (дисфагија ). Исхрана пацијента у овом стању је озбиљно компромитована због недовољног уноса хране у организам и може захтевати дилатацију (проширење) пречника једњака.
Беретов једњак
Као компликација дуготрајног езофагеалног рефлукса у најтежим случајевима горушице може се развити Баретов езофагит, који је заправо предканцерозно стање, у којем долази до метаплазије или појаве желудачног епитела у једњаку.
Усно ждрелне компликације 
Орофарингеалне или усно ждрелне компликације, које су изазване појавом топле, горке или слане течности из желуца у ждрело, су веома честе, и карактеришу се осећајем жарења или печења у грлу и појавом промуклости.
Плућне компликације
Компликације на плућима су могуће и најчешће су: напад астме, бронхитис, пнеумонија. Последица су аспирације желудачног садржаја у току гастроезофагеалног рефлукса, и његовог продора у трахеју.

## Превенција
Појава горушице се може спречити следећим превентивним мерама
- Добрим, спорим жвакањем и гутањем хране у мањим болусима
- Чешћим уносом хране у мањим количинама
- Редукцијом телесне тежине
- Ношењем комотне одеће у струку
- Избегавањем стресних ситуација
- Избегавањем уноса; слатког млека, ментол бомбоне и жвакаћих гума, белог лука, љуте паприке, парадајза, газираних слатких напитака и кафе, слаткиша, лимуна и поморанџе, масне хране, индустријских воћних сокова, чоколаде итд.